# Kościół w skansenie łódzkiej architektury drewnianej
Kościół w skansenie łódzkiej architektury drewnianej – budynek pełniący od powstania w XIX wieku funkcję świątyni ewangelickiej, a po II wojnie światowej parafialnego kościoła katolickiego. Położony od 2008 na obszarze skansenu łódzkiej architektury drewnianej.

## Historia i architektura

### XIX w.
Kościół został zbudowany przez kolonistów niemieckich na terenie, założonej przez nich około 1802, wsi Neusulzfeld (pol. Nowosolna). Osadnicy w większości byli luteranami. Początkowo należeli do parafii ewangelickiej w Zgierzu, później (od 1826) w Łodzi. W 1811 architekt Sylwester Szpilowski zaprojektował dla nich budynek kościoła. W 1838 powstała samodzielna parafia w Nowosolnej.
Kościół powstał w latach 1846–1852. Do projektu z 1811 wprowadzono zmianę polegającą na dobudowaniu do drewnianego budynku z modrzewiowego drzewa murowanej części frontowej. Kościół posiada trójspadowy dach. Ścianę frontową zdobią dwie pary pilastrów i drewniana sygnaturka. Wykańczanie kościoła trwało do lat 80. XIX wieku. W kościele stał ołtarz z obrazem ukazującym Ostatnią Wieczerzę, nad ołtarzem została zbudowana ambona, obok ołtarza postawiono chrzcielnicę. Na emporach otaczających wnętrze kościoła były umieszczone cytaty z Biblii oraz obrazy ukazujące Marcina Lutra. Chrzcielnica i obraz Ostatniej Wieczerzy nie przetrwały do współczesnych czasów.
W 1856 w pobliżu kościoła zbudowano plebanię.

### XX w.
W 1936 wybudowano przy kościele dzwonnicę. Podczas I wojny światowej uszkodzeniu uległ dach świątyni – przy jego remoncie zmieniono gont na blachę.
Po II wojnie światowej kościół był wykorzystywany przez katolików (parafia pw. św. Andrzeja Boboli). W czasie użytkowania kościoła przez parafię rzymskokatolicką skrócono emporę i postawiono ścianę, za którą stworzono zakrystię. Ze starego ołtarza zachowano tylko mensę, którą ustawiono jako ołtarz boczny. Obecny biały ołtarz główny powstał w latach 50. XX wieku. W latach 70. nad ołtarzem powstała polichromia autorstwa Józefa Wasiołka i Mieczysława Saara.
Od 1987, po wybudowaniu nowej świątyni katolickiej, budynek nie był użytkowany. 

### XXI w.
Kościół przeniesiono w 2008 do skansenu położonego na terenie należącym do muzeum włókiennictwa. Obiekt rozebrano i odtworzono w całości w muzeum przy ul. Piotrkowskiej. Tylko przednia ceglana ściana została zrekonstruowana z nowego materiału. Wewnątrz przywrócono pierwotną kolorystykę. Z czasów ewangelickich zachowała się polichromia, ukazująca Oko opatrzności, oraz prospekt organowy. Nad drzwiami na fasadzie znajduje się malowidło przedstawiające św. Andrzeja Bobolę. Na przedniej ścianie jest również zamontowany zegar. Wymiary budynku to 20,48 m długości i 11,60 m szerokości.
Planowane jest także przeniesienie z Nowosolnej starej dzwonnicy.